# Monticello
Pour les articles homonymes, voir Monticello (homonymie).
Monticello [mɔ̃titʃelo] est une commune française située dans le département de la Haute-Corse et le territoire de la collectivité de Corse. Le village appartient à la piève d'Aregno, en Balagne.

## Géographie

### Situation
Monticello est une commune littorale de Balagne. Au sud, son territoire empiète sur la vallée du Regino. Elle fait partie de la communauté de communes de l'Île-Rousse - Balagne.
Communes limitrophes

### Géologie et relief
Monticello se situe dans la Corse Hercynienne (occidentale) essentiellement formée par un vaste batholite de roches magmatiques. Elle se trouve dans le massif de la Corse granitique, dans l'intrusion de L'Île-Rousse, en limite du socle de Belgodère et en bordure de la Balagne sédimentaire à l'est. Son socle se caractérise par des granodiorites et monzogranites recoupées par des granites leucocrates associés à des roches basiques (diorites et gabbros). Son sol renferme par endroits des minerais de fer et de plomb qui ont fait l'objet d'une concession et/ou d'une exploitation.
Le sud de la commune se trouve en limite de la zone dépressionnaire nommée vallée du Regino qui est située au nord du massif de la Corse granitique (granite à porphyroïdes de la région de Calvi) qui domine à 90 % avec quelques secteurs avec des sédiments quaternaires (cuvette du Regino) et des formations sédimentaires et métamorphiques.
Commune du littoral balanin, sa façade maritime est comprise entre celle d'Occhiatana, depuis la crique de Saleccia, et L'Île-Rousse, jusqu'à la plage de Marinella qu'elle partage avec cette dernière, n'en possédant que les 200 m à son extrémité orientale. Monticello n'a pas d'autre plage de sable, le reste du littoral est une côte rocheuse allant de l'anse de Tignoso, Punta di Palombara, Cala d'Olivu jusqu'à la crique de Saleccia.
Son territoire s'étend de la mer à la montagne, sur la terminaison d'un petit chaînon s'articulant à la Cima Casella 1 551 m de la chaîne de hautes montagnes ceinturant le littoral balanin et déclinant jusqu'à la mer via le Capu di Bestia 800 m, le col de San Cesareo (360 m), Sant'Antonino, le Capu Corbinu (521 m), Santa-Reparata-di-Balagna et la Punta di Colombaja le culmen communal. Il est bordé sur son côté oriental par une arête montagneuse orientée nord - sud, démarrant à la tour de Saleccia jusqu'à Cime a Pergole (324 m), puis s'orientant à l'ouest vers Punta di Colombaja son plus haut sommet à 409 m d'altitude dominant le village, en passant par la chapelle San Francescu.
Ce relief représente le bassin versant du seul cours d'eau de la commune, le ruisseau de Cala d'Olivu qui a son embouchure à l'anse du même nom, Cala d'Olivu. Par ailleurs, ce relief la sépare de la riche plaine alluviale du Regino qui longe le sud et l'est de la commune sans pour autant l'arroser.

### Hydrographie
Le ruisseau de Cala d'Olivu est le seul cours d'eau communal. Long de 1,3 km, il naît sur le flanc d'un petit chaînon collinaire à 60 m d'altitude à l'ouest de la bocca Manarinu. Orienté dans un axe sud - nord, son cours se termine dans la Cala d'Olivu, dans la mer Méditerranée dont il est tributaire.

### Climat et végétation
Monticello bénéficie d'un climat méditerranéen maritime aux écarts thermiques modérés. Sur la période 1981-2010, la température minimale est de 12,3 °C et la température maximale de 18,7 °C, et une température moyenne maximum en juillet de 27 °C et un record de 39.6 °C. Comme sur tout le littoral balani, l'hiver il ne neige et ne gèle que rarement ; la mer égalise et réchauffe les températures. Les étés sont très secs, faute de pluie et en raison des vents fréquents. En automne, les pluies orageuses méditerranéennes sont parfois très fortes. La Balagne étant ouverte sud-ouest au nord-est, les vents dominants sont le libeccio, le ponant, le mistral ou traîne de mistral, la tramontane et le gregale. Les fins d'hiver sont précoces ; les amandiers fleurissent dès février.
La végétation est composée d'un maquis bas avec des arbres isolés, de gros bosquets d'anciens oliviers, de taillis de chênes verts et de chênaies pubescentes. À l'est, les parcelles de terrains autrefois travaillées, sont depuis abandonnées. D'anciennes terrasses de culture sont encore visibles au nord du Capu Mirabu au sud-est communal.

## Urbanisme

### Typologie
Monticello est une commune rurale, car elle fait partie des communes peu ou très peu denses, au sens de la grille communale de densité de l'Insee,,,.Elle appartient à l'unité urbaine de l'Île-Rousse, une agglomération intra-départementale regroupant 2 communes et 5 270 habitants en 2022, dont elle est une commune de la banlieue,.
Par ailleurs la commune fait partie de l'aire d'attraction de l'Île-Rousse, dont elle est une commune de la couronne. Cette aire, qui regroupe 12 communes, est catégorisée dans les aires de moins de 50 000 habitants,.
La commune, bordée par la mer Méditerranée, est également une commune littorale au sens de la loi du 3 janvier 1986, dite loi littoral. Des dispositions spécifiques d’urbanisme s’y appliquent dès lors afin de préserver les espaces naturels, les sites, les paysages et l’équilibre écologique du littoral, par exemple le principe d'inconstructibilité, en dehors des espaces urbanisés, sur la bande littorale des 100 mètres, ou plus si le plan local d’urbanisme le prévoit,.

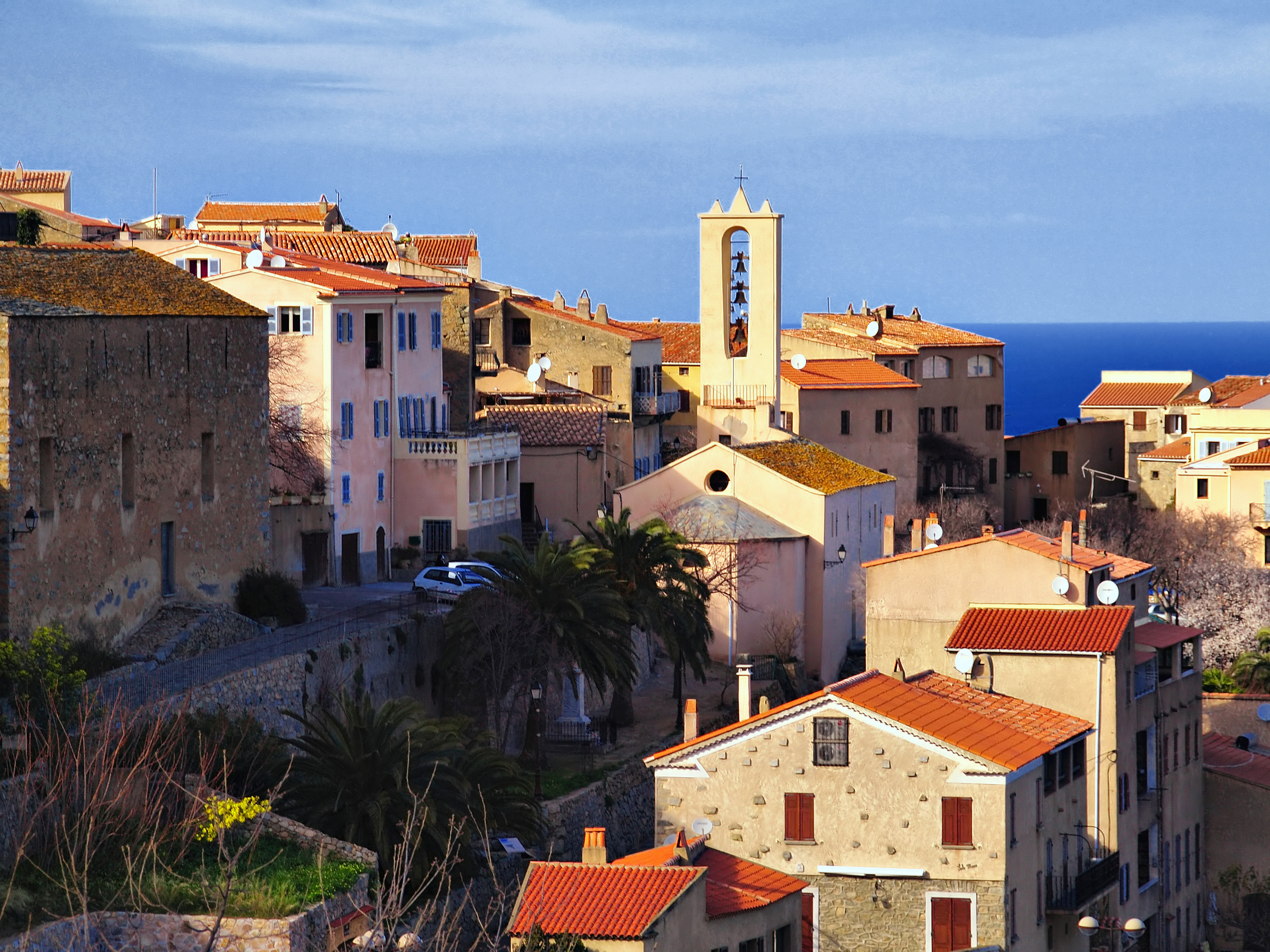
Vue du village.

Perché à 218 m d'altitude sur un promontoire « les îles d'or », le cœur du village de Monticello est un bâti ancien, groupé autour de son église paroissiale San Sebastianu du début XVIIe siècle, et séparé par d'étroites ruelles et des passages voûtés sous certaines maisons.
Le village d'aujourd'hui se présente développé sur les hauteurs avec de nouveaux quartiers, jusqu'à la chapelle Saint-François et le complexe sportif de Monticello (terrain de football synthétique, courts de tennis, centre équestre, stand de tir, etc.).
Son littoral s'est développé et la séparation urbaine entre Monticello et L'Île-Rousse ne se remarque plus que par la présence de panneaux routiers. De nombreuses villas ont été construites dans de récents lotissements : Muratello, Valitelle, Casteluccio, Guardiola, Bollaccia, Caralivu, Galitello, Listrella, Orabona et Olivada pour n'en citer que quelques-uns, et des immeubles sont apparus au bord de la route T30 et autour de la partie basse de la D 63. La population de la commune s'accroît ainsi rapidement, gagnant plus de 300 habitants cette dernière décennie.
Le cimetière communal dans lequel se situait l'église paroissiale San Quilico, se trouve sur les hauteurs de la commune. Autrefois accessible seulement à pied, une petite route permet son accès en voiture de nos jours.

### Occupation des sols
L'occupation des sols de la commune, telle qu'elle ressort de la base de données européenne d’occupation biophysique des sols Corine Land Cover (CLC), est marquée par l'importance des forêts et milieux semi-naturels (53,1 % en 2018), néanmoins en diminution par rapport à 1990 (63,5 %). La répartition détaillée en 2018 est la suivante : 
milieux à végétation arbustive et/ou herbacée (53,1 %), zones agricoles hétérogènes (33,8 %), zones urbanisées (11,4 %), cultures permanentes (1 %), eaux maritimes (0,7 %). L'évolution de l’occupation des sols de la commune et de ses infrastructures peut être observée sur les différentes représentations cartographiques du territoire : la carte de Cassini (XVIIIe siècle), la carte d'état-major (1820-1866) et les cartes ou photos aériennes de l'IGN pour la période actuelle (1950 à aujourd'hui).

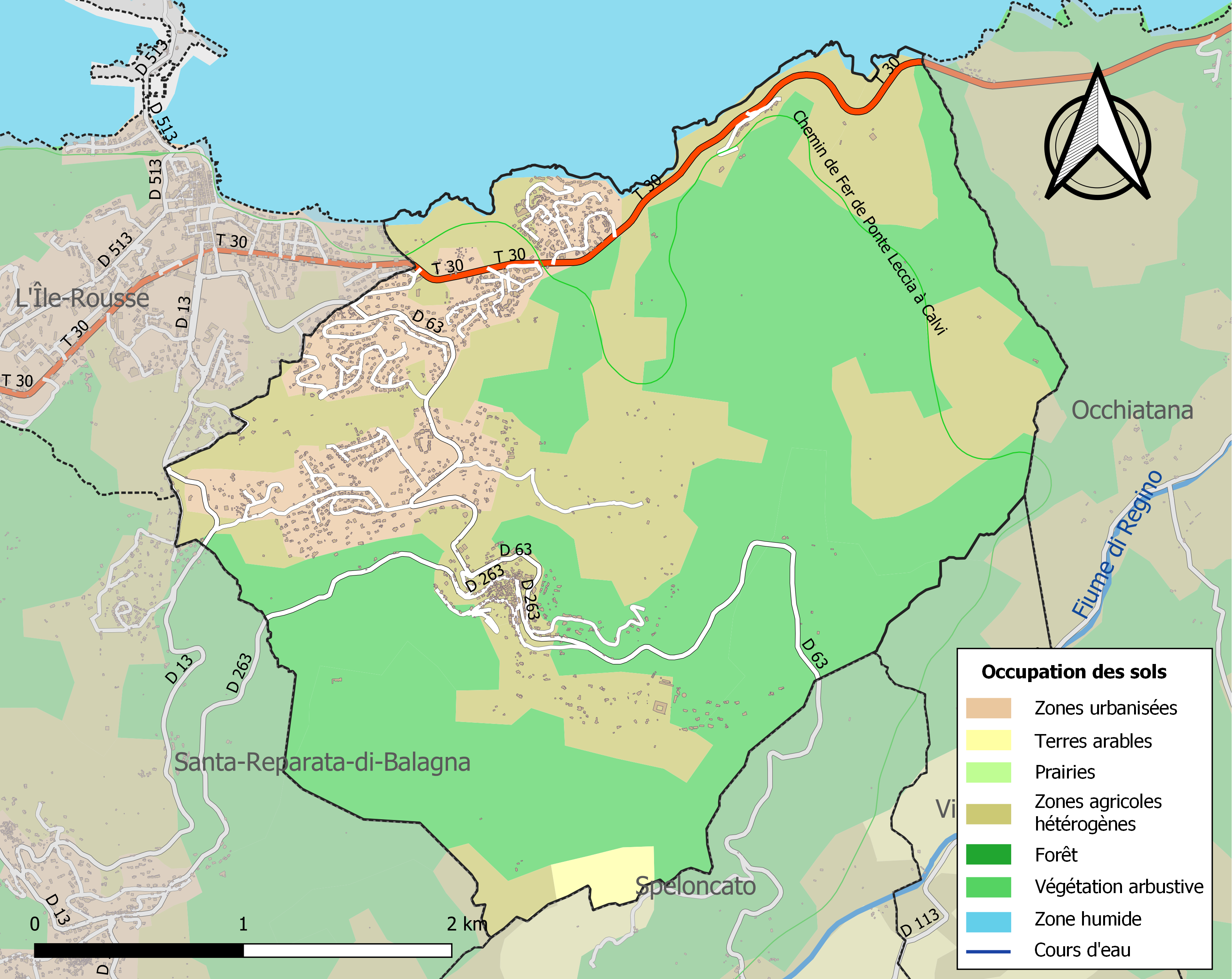
Carte des infrastructures et de l'occupation des sols de la commune en 2018 (CLC).

### Voies de communication et transports

#### Accès routiers
La route territoriale 30 traverse la commune dans sa partie littorale, depuis l'entrée de la ville de L'Île-Rousse à l'ouest, jusqu'au lieu-dit Saleccia à l'est.
Le village même est desservi par la D 63 qui relie L'Île-Rousse à Pioggiola dans le Giussani, en passant par Speloncato et le col de Battaglia. La D 263 permet aussi de rejoindre Monticello depuis Corbara/Santa-Reparata-di-Balagna.

#### Transports
La ligne Ponte-Leccia - Calvi des  Chemins de fer de Corse doit contourner la colline de Monticello avant d'atteindre le bord de mer, en le longeant et traverser la commune qu'elle dessert avec la gare du Camping Monticello qui est un arrêt facultatif.
- Le port le plus proche est celui de L'Île-Rousse distant de 5 km du village.
- L'aéroport le plus proche est celui de Calvi-Sainte Catherine distant de 25 km.

## Toponymie
Si les origines du village sont mal connues, on possède une meilleure connaissance des trois périodes successives de son histoire, jusqu’à l’explosion de la « rurbanisation » des trente dernières années. Ceci est vrai, non seulement de l’origine de son nom que de la date et des circonstances de sa création. L’origine même du nom n’est pas si évidente qu’il y paraît, puisqu’on peut en donner trois interprétations différentes :
- Le petit mont. Longtemps on privilégia la traduction quasi-littérale de « petit mont », sans s’inquiéter de ce que plus de la moitié de la Corse (sans même parler de l’Italie), aurait pu recevoir la même dénomination.
- Le mont, ou mieux, le chemin du ciel. Cette interprétation s’appuie principalement sur la dénomination de « Montis Cœlli », que l’on retrouve à Rome, et qui est employée dans une bulle du pape Innocent XI, adressée à la paroisse en date du 6 juin 1685, avec l’approbation de l’évêque d’Aléria.

Le doute principal qu’inspire cette interprétation prestigieuse est qu’on ne la trouve dans aucun document antérieur, alors même que le prestige d'un tel chemin vers le paradis aurait normalement dû donner lieu à nombre de commentaires.
- Le mont des cellules (au sens de l’habitat des ermites et non pas des prisonniers) : c’est l’interprétation qui nous est proposée dans l’histoire du Monticello de Toscane de l’abbé Don Luigi Martini, 1902. Or, les similitudes sont troublantes entre les deux villages : en particulier, dans les deux cas, les moines bénédictins furent, si ce n’est à l’initiative, du moins présents à l’origine, du village. Celui-ci propose pour son village du Monte Amiata (qui, culminant à 1 700 mètres, ne peut être qualifié de petit mont), l’interprétation « monte des celli », du fait des grottes, où des ermites avaient pris l’habitude de se réfugier, dès les IVe et Ve siècles.

Ceci signifierait que les colonisateurs toscans de la Balagne auraient repris le nom entre le IXe siècle et le XIe siècle, soit du fait de l’existence de quelques grottes (autour de la Columbaghja) près du village, soit plus simplement du fait de la ressemblance générale entre les deux lieux, qui est en effet très grande, par de nombreux aspects.

## Histoire

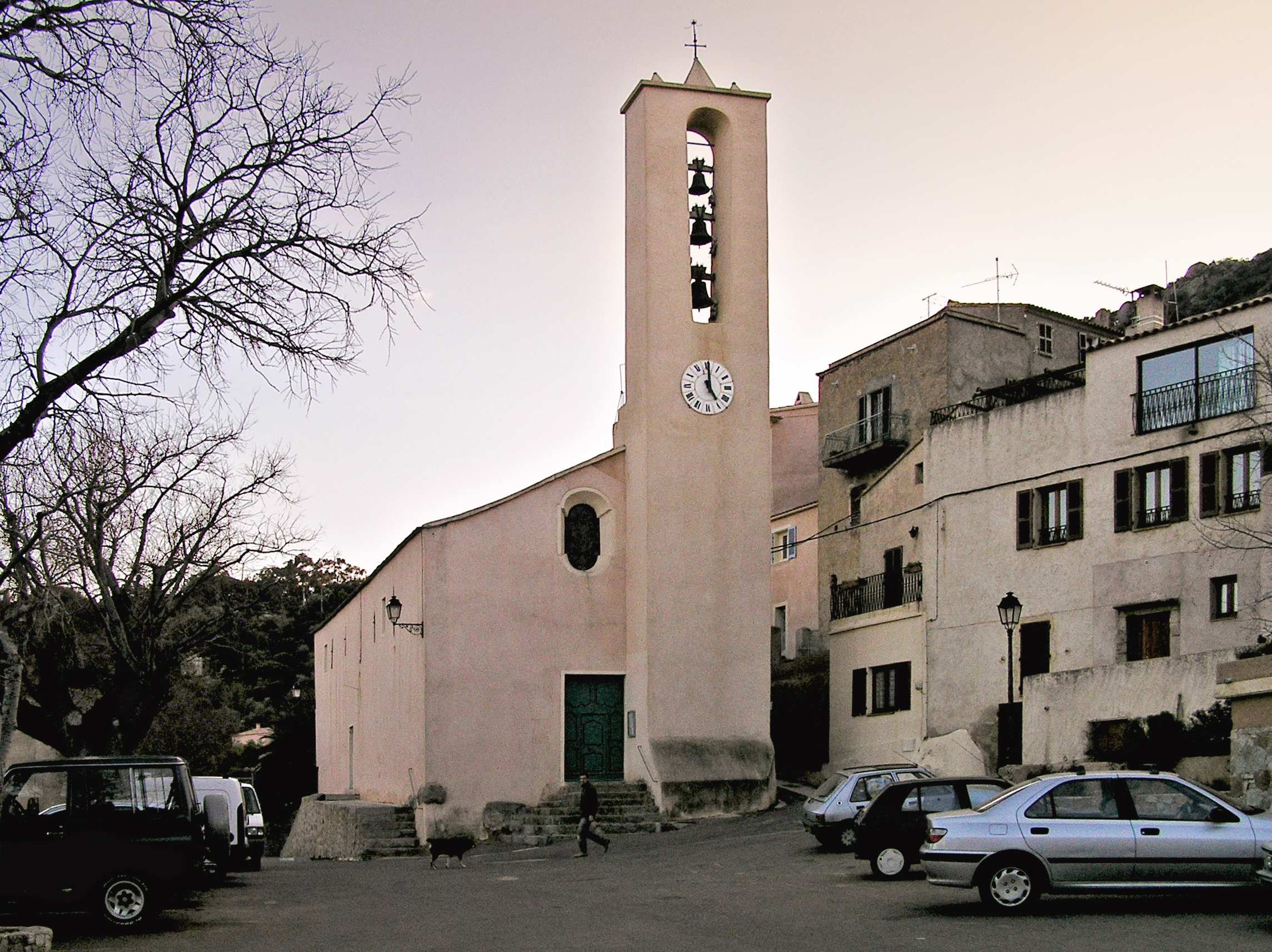
Place du village.

### Préhistoire
Monticello était habité depuis le néolithique (site de Punta Colombaja).

### Moyen Âge
Au sommet de Punta Colombaja (409 m), les ruines d'Urcica (Vortica ou Avortica) attestent de son occupation au Moyen Âge.
Alors maître de l'île tout entière, Giudice de Cinarca, nommé comte de Corse en 1250, l'administra pendant plusieurs années, habitant tantôt dans le Delà des Monts, tantôt dans le Deçà, dans un château qu'il avait fait construire en Balagne, à Monticello, au-dessus de la localité appelée Vortica.
En 1260, Giudice di Cinarca, comte de Corse, fit d'Urcica son lieu de résidence. Il l'agrandit et le fortifia.

#### Castello d'Avortica
Les repérages sur le terrain ont permis de retrouver les forteresses d'Avortica et de Sant'Angelo qui se font face. Elles semblent contrôler une portion de territoire et ont été construites dans des zones frontalières, entre deux pièves. Cette situation topographique, tout comme le récit de Giovanni della Grossa, semble indiquer que leur érection intervient dans un contexte conflictuel.
La fortification, purement militaire, pouvait lui assurer le contrôle de la partie nord de la Balagne, mais pouvait aussi constituer une base de résistance face aux seigneuries de son ennemi Giovanninello de Loreto et de ses alliés. Après la chute de Giudice, le château a pu passer sous le contrôle de Gênes ; de ce moment datent peut-être les réaménagements de la forteresse, et notamment la construction des tours qui flanquent le rempart.
Seigneur et château d'Avortica ne sont plus mentionnés dans les documents de 1289.
D'autres vestiges attestent aussi de l'occupation sarrasine au lieu-dit E Sarraginaccie au Capu Mirabu (257 m d'altitude), plus à l'est du village. Les envahisseurs auraient débarqué dans l'anse de Saleccia.
En 1493, Monticello n'est pas épargnée par la peste qui a ravagé la Balagne. Elle se met sous la protection de San Roccu qui est depuis son saint patron.

### Temps modernes
Au début du XVIe siècle, vers 1520, Monticello faisait partie de la piève d'Aregnu qui comptait environ 500 habitants et avait pour lieux habités l’Arpagiola o Gabiola, la Corbaia, lo Monticello, Santo Antonino, Santa Riparata, Piaza, Pragola, le Torre, Regno, li Catari, lo Lavatogio, lacona, Spano, Hogio, Aquapessa.
Pour lutter contre les invasions, les Génois devenus maîtres de l'île, font édifier des tours de guet littorales dès 1510.
En 1541, Monticello est razzié et incendié par les Barbaresques menés par l'amiral turc Dragut (celui-ci avait racheté sa liberté après avoir été capturé à Girolata par les Génois conduits par Giovanni d'Oria et la flotte du prince Andrea Doria, son oncle).

« Riscattatosi Dragut con denari dalla schiavitù del principe Doria usci fuora con maggior armata della prima l’anno 1541, ed incrudelito contro li Corsi per essere stato vinto e preso ne'mari di Corsica, spogliò quivi ed abbrugiò molte ville, fra le quali Sarlà oltre i monti, Monticello in Balagna e Castellare in Casinca. »

— Annales de Banchero, ancien podestat de Bastia, publiées par l'abbé Letteron - Imprimerie et librairie Vve Eugène Ollagnier Bastia 1887 p. 45.
Des villageois ont l'autorisation de Gênes pour construire des tours de défense. L'une d'entre elles est encore visible sur la place du village. La tour de Saleccia dont il ne reste que des ruines, fut construite en 1570 en bordure de mer.
Avant le XVIIIe siècle la paroisse de Monticello appartenait à la piève d'Aregnu qui faisait alors partie des Cinque Pieve. Au XVIIIe siècle et jusqu'à la Révolution, Monticello a fait partie de la piève de Tuani.
À cette époque le peintre milanais Giacomo Grandi s'installe et se marie à Monticello. Il serait à l'origine de l'École de Monticello de 1750. Une de ses œuvres se trouve dans la chapelle de confrérie Saint-Charles.
En 1758 une partie du territoire de Monticello fut cédée pour la construction de L'Île-Rousse. Pascal Paoli qui venait souvent en Balagne (il séjournait chez son neveu G. Leonetti dans une grande demeure appelée U Palazzu située au-dessus de la mairie de Monticello), avait décidé d'équiper la Corse d'un port au nord-ouest de l'île pour essayer de couper le trafic maritime des Génois avec Calvi qui leur restait fidèle mais également avec Algajola qui fut la résidence du Gouverneur de Gênes jusqu'en 1764.

### Époque contemporaine
En 1954, Monticello comptait 329 habitants. La commune fait partie du canton de l'Île-Rousse composé avec les communes de Corbara, L'Île-Rousse, Monticello, Pigna, Sant'Antonino et Santa-Reparata-di-Balagna.

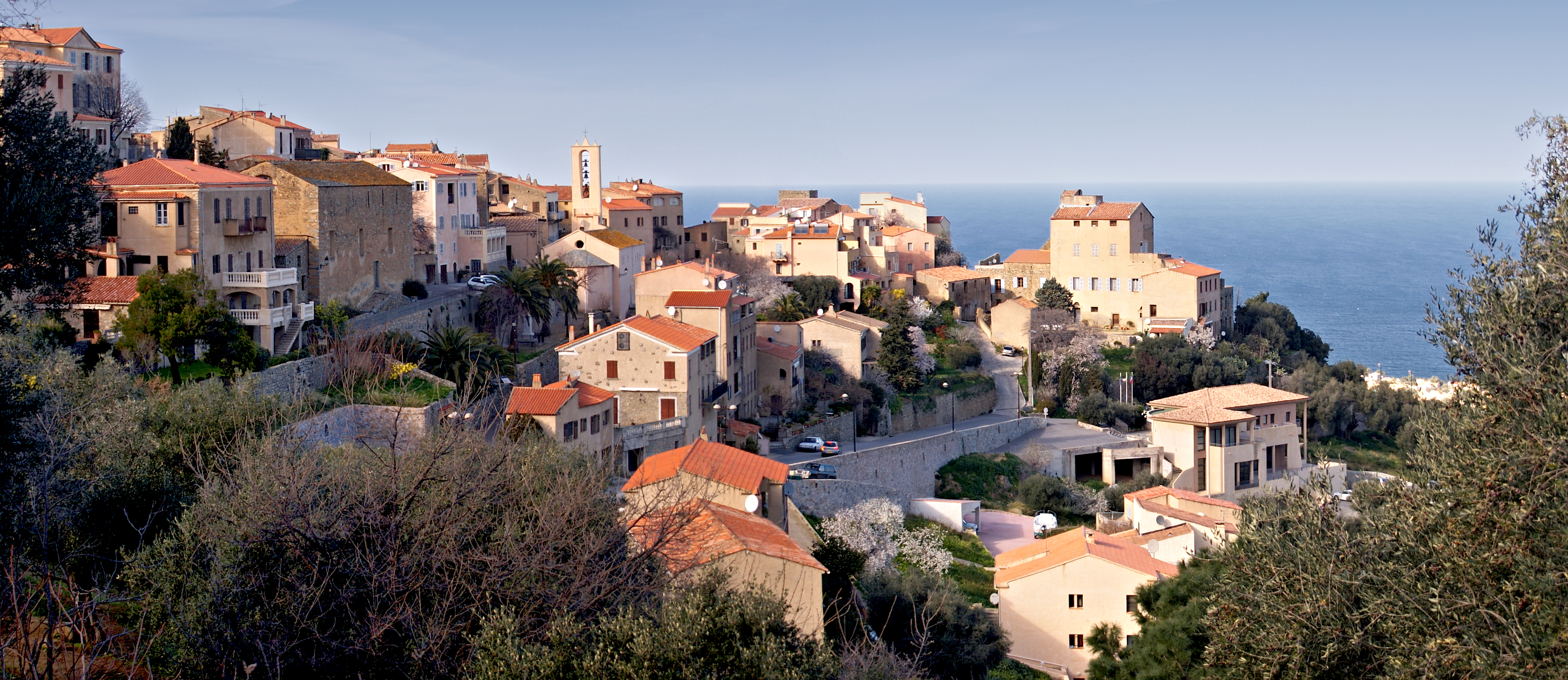
Panorama du vieux village de Monticello.

## Politique et administration

### Liste des maires
| Période                                  | Période   | Identité                          | Étiquette | Qualité |
| ---------------------------------------- | --------- | --------------------------------- | --------- | --- |
| vers 1876                                | ?         | Gorgonius Orticoni                |           | |
| vers 1897                                | ?         | François Giorgi                   |           | |
| 1947                                     | ?         | Jean Malaspina                    |           | |
| mars 1959                                | mars 1977 | Charles Ferreri                   |           | |
| mars 1977                                | mars 2014 | Hyacinthe Mattei                  | PS        | Chef d'agence bancaire retraité Conseiller général du canton de l'Île-Rousse (1992 → 2015) Vice-président du conseil général de la Haute-Corse [Quand ?] Président de la CC du Bassin de vie de l'Île-Rousse (2009 → 2014) Suppléant du député Paul Giacobbi (2007 → 2012) |
| mars 2014                                | en cours  | Joseph Mattei (fils du précédent) | PS        | Professeur de Physique - Chimie |
| Les données manquantes sont à compléter. |           |                                   |           | |

## Économie
Autrefois une mine de minerai de Plomb était exploitée sur le littoral, à l'est de Cala d'Olivu, au pied de la colline Capu à l'Altare.
Les principales activités agricoles locales se résument à un élevage d'Ovins (fromages de brebis « Josée Fondacci ») et quelques cultures (vignes, oliviers et amandiers). Un vin rouge AOC Corse Calvi du « Domaine Francisci » porte le nom de Monticello.
Au lieu-dit Saleccia, se trouvent une ferme-équestre avec camping, une pépinière et le parc botanique de « Saleccia ».
La Balagne étant une micro région tournée vers le tourisme, une grande part de la population active est employée de nos jours dans des activités saisonnières, plus lucratives et moins pénibles : Hôtellerie traditionnelle et de plein air, Hébergements divers, notamment des Chambres d'Hôtes, la Restauration, des commerces d'Alimentation, etc.

## Population et société

### Démographie
L'évolution du nombre d'habitants est connue à travers les recensements de la population effectués dans la commune depuis 1800. Pour les communes de moins de 10 000 habitants, une enquête de recensement portant sur toute la population est réalisée tous les cinq ans, les populations de référence des années intermédiaires étant quant à elles estimées par interpolation ou extrapolation. Pour la commune, le premier recensement exhaustif entrant dans le cadre du nouveau dispositif a été réalisé en 2006.

En 2022, la commune comptait 2 057 habitants, en évolution de +6,3 % par rapport à 2016 (Haute-Corse : +5,15 %, France hors Mayotte : +2,11 %).
| 1800 | 1806 | 1821 | 1831 | 1836 | 1841 | 1846 | 1851 | 1856 |
| ---- | ---- | ---- | ---- | ---- | ---- | ---- | ---- | ---- |
| 690  | 757  | 777  | 753  | 779  | 821  | 857  | 865  | 850  |

| 1861 | 1866 | 1872 | 1876 | 1881 | 1886 | 1891 | 1896 | 1901 |
| ---- | ---- | ---- | ---- | ---- | ---- | ---- | ---- | ---- |
| 809  | 741  | 651  | 645  | 561  | 554  | 567  | 552  | 576  |

| 1906 | 1911 | 1921 | 1926 | 1931 | 1936 | 1946 | 1954 | 1962 |
| ---- | ---- | ---- | ---- | ---- | ---- | ---- | ---- | ---- |
| 571  | 524  | 501  | 522  | 535  | 581  | 505  | 329  | 237  |

| 1968 | 1975 | 1982 | 1990 | 1999  | 2006  | 2011  | 2016  | 2021  |
| ---- | ---- | ---- | ---- | ----- | ----- | ----- | ----- | ----- |
| 237  | 251  | 500  | 944  | 1 253 | 1 565 | 1 681 | 1 935 | 2 029 |

| 2022  | - | - | - | - | - | - | - | - |
| ----- | - | - | - | - | - | - | - | - |
| 2 057 | - | - | - | - | - | - | - | - |

### Manifestations culturelles et festivités
- Saint Roch (San Roccu) traditionnellement honoré le 16 août avec messe célébrée à l'église San Francescu. Cet office est suivi d'une procession au cours de laquelle les habitants portent le saint et où l'on bénit les chevaux. À la fin de la cérémonie une soupe de pois chiches est servie gracieusement.
- Concerts donnés très souvent le jeudi en saison estivale dans la confrérie Saint-Charles.

### Sports et loisirs
Avec L'Île-Rousse, Monticello possédait un club de football : le FAIRM Île-Rousse Monticello. Le club qui avait évolué en Nationale 2B, l'actuelle CFA à la saison 1993-1994, a déposé son bilan en juin 2008. En 2011, un club de football apparaît à Monticello : La Jeunesse Sportive de Monticello, il évolue actuellement en PHC.

### Culte

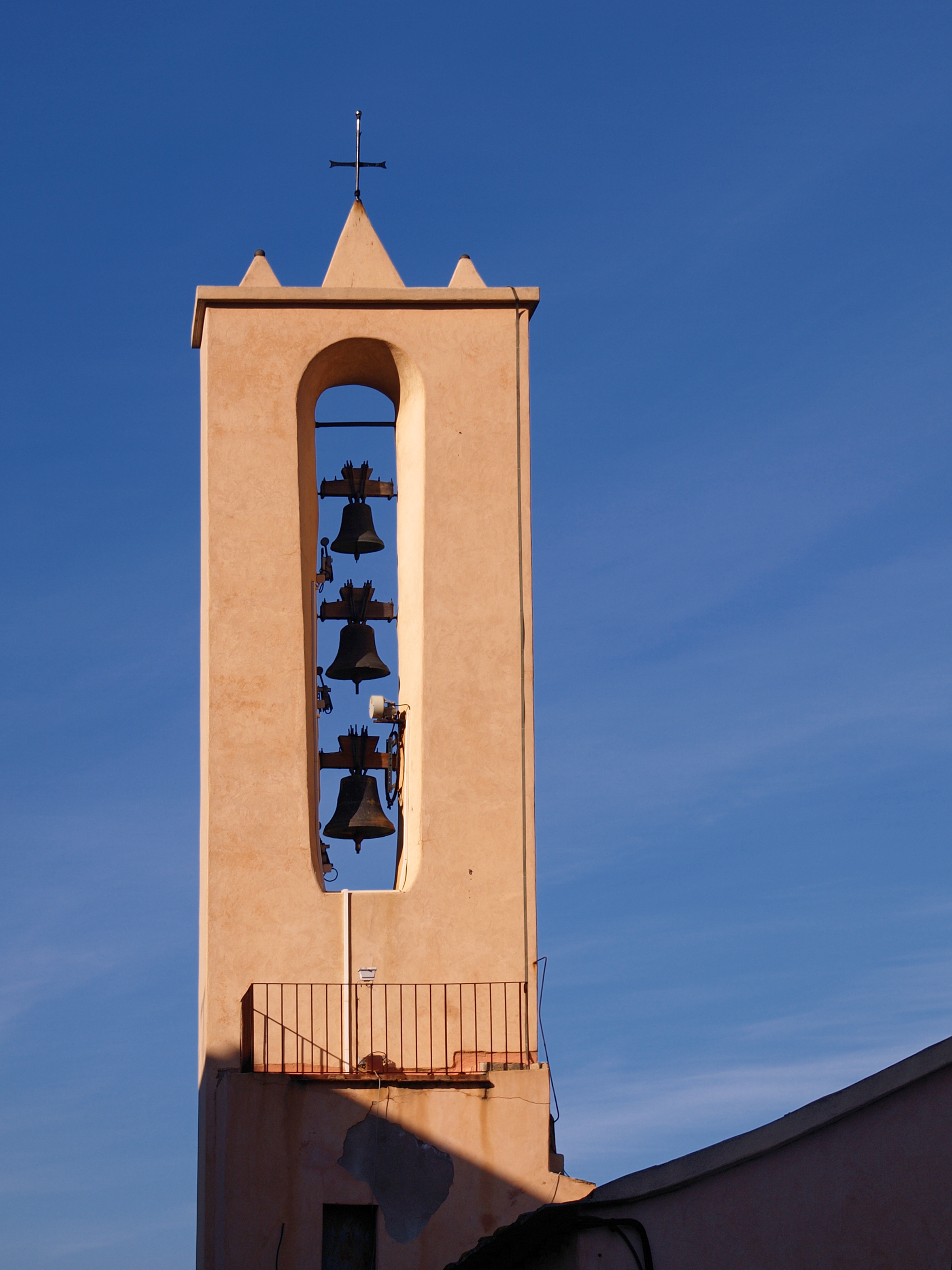
Clocher de l'église San Sebastianu.

Il y a deux lieux de culte catholique relevant du diocèse d'Ajaccio :
- au cœur du village de Monticello, l'église paroissiale San Sebastianu ;
- sur les hauteurs de la ville, l'église Saint-François-Xavier ouverte ponctuellement.

## Culture locale et patrimoine

### Lieux et monuments
- Le monument aux morts.

#### Tour de Saleccia

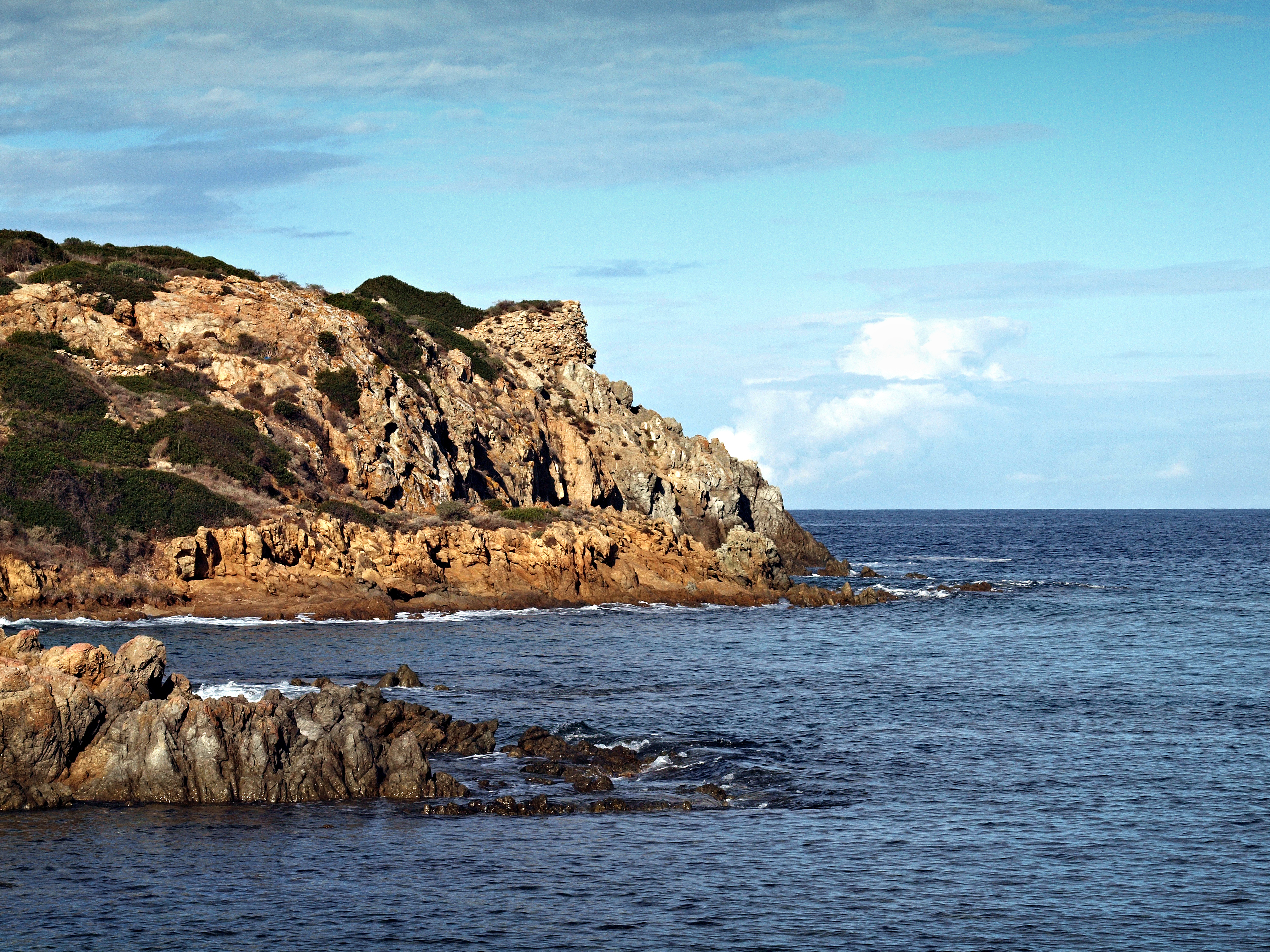
Tour de Saleccia.

Cette tour génoise avait été construite en 1570, à la pointe de Saleccia. Au cours du XVIe siècle, plusieurs de ses voisines (Tours de Caldanu, Spano, la Pietra, Pianosa, Losari, etc.) ont été dressées pour la défense du littoral balanin contre les envahisseurs barbaresques. Elle est entièrement ruinée. Il n'en reste que la base dominant la mer, à peine visible à l'ouest de l'anse de Saleccia.

#### Autres lieux

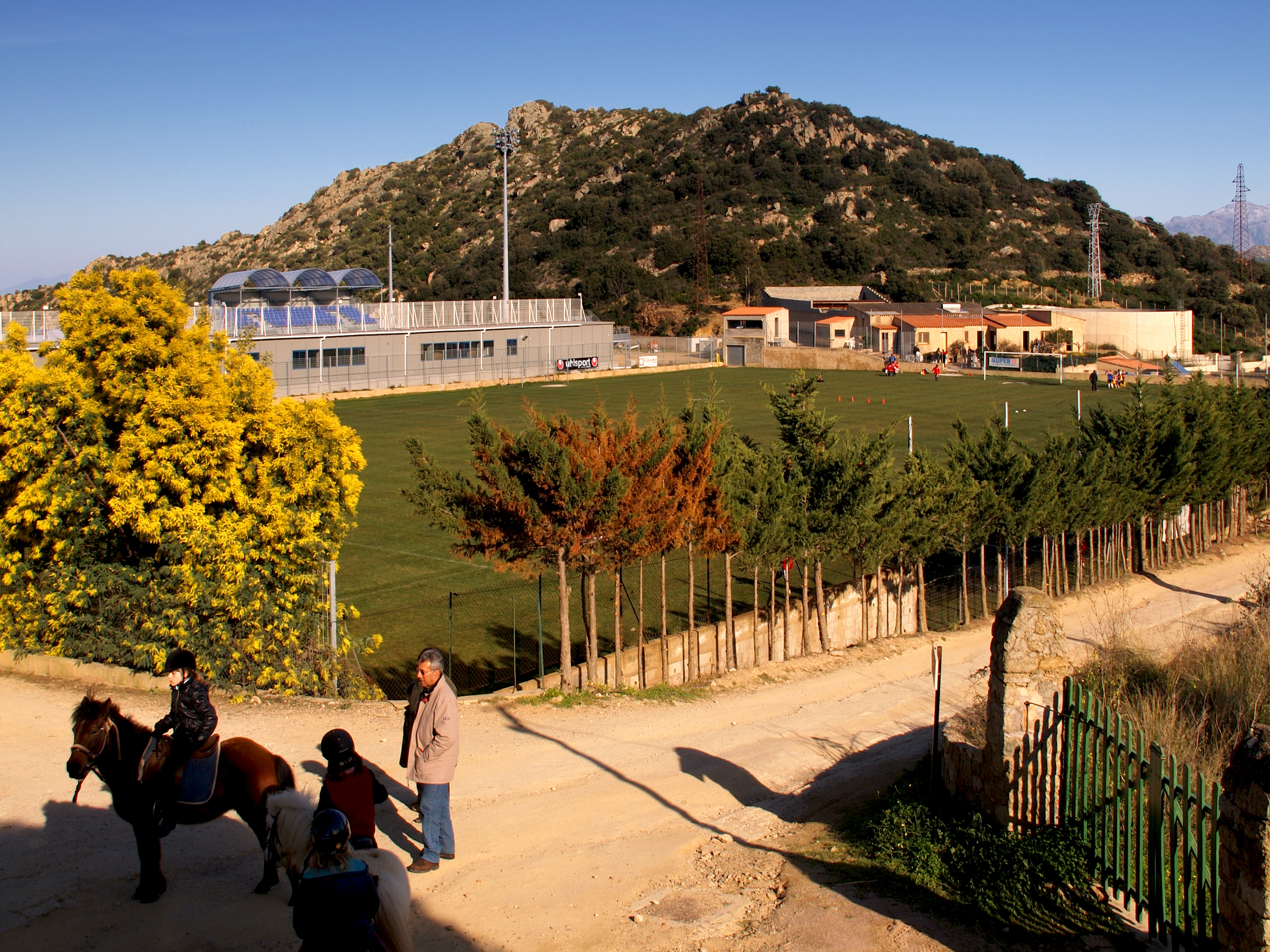
Terrain de football du stade Saint-François.

- Complexe sportif au lieu-dit « Saint-François ». Il comprend un terrain de football, un tennis (4 courts avec surface synthétique), un centre équestre, un stand de tir au pistolet, la piscine municipale et un mini-golf de 18 trous.
- Le parc de Saleccia. Situé à la sortie de Monticello sur la route T30, en retrait de celle-ci, c'est un parc botanique paysager qui s'étend sur sept hectares en bordure de mer. S'y trouvent des plantes du maquis et des espèces végétales méditerranéennes.

Le parc est ouvert au public du 1er avril au 18 octobre avec entrée payante.

#### Église Saint-François-Xavier
(San Francescu) située sur les hauteurs au sud-est du village à 370 m d'altitude. La chapelle et sa coupole, datées respectivement des XVIIe et XVIIIe siècles, sont classées Monuments historiques par arrêté du 14 décembre 1992. L'église est la propriété de la commune.
C'est dans la chapelle Saint-François qu'est célébré tous les 16 août l'office religieux célébrant la fête de saint Roch (San Roccu).

#### Église San Sebastianu
L'église paroissiale San Sebastianu date du début XVIIe siècle. Elle se situe au cœur du village, sur la place de l'église. L'édifice renferme un tableau : Le martyre de saint Sébastien, peinture sur toile datée de 1710, propriété de la commune, classé Monument historique par arrêté du 25 mars 1968.

#### Chapelle de Confrérie San Carlo Borromée
La chapelle de Confrérie San Carlo Borromée, A Casazza, datée de 1697, est située au cœur du village. La vieille chapelle renferme à sa gauche deux œuvres remarquables, non classées : un orgue italo-corse de 1733 et un tableau du peintre Giacomo Grandi du milieu XVIIIe siècle. Le dernier prieur de la confrérie fut Antoine Marchetti dans les années 1950. Depuis, l'activité de la confrérie s'était interrompue laissant l'édifice à l'abandon ; mais grâce à l'intervention de plusieurs villageois et des confrères certains objets ont pu être sauvés et restaurés. C'est en 2011, sur proposition d'Antoine Graziani doyen homme du village que la confrérie fut relancée avec 22 confrères. Le prieur est Monsieur Jacques Martelli et le sous-prieur Thomas Marcelli.

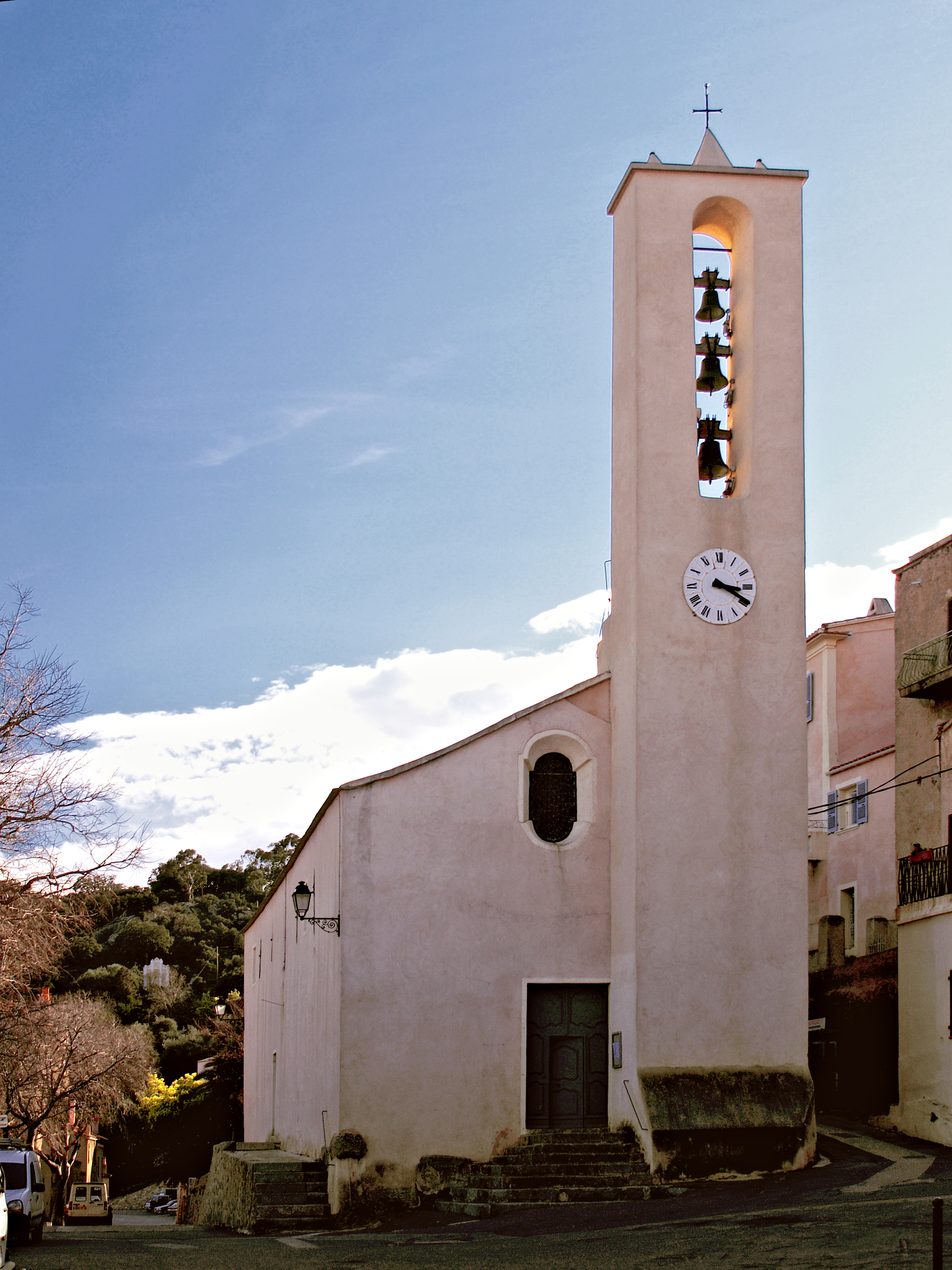
L'église paroissiale.
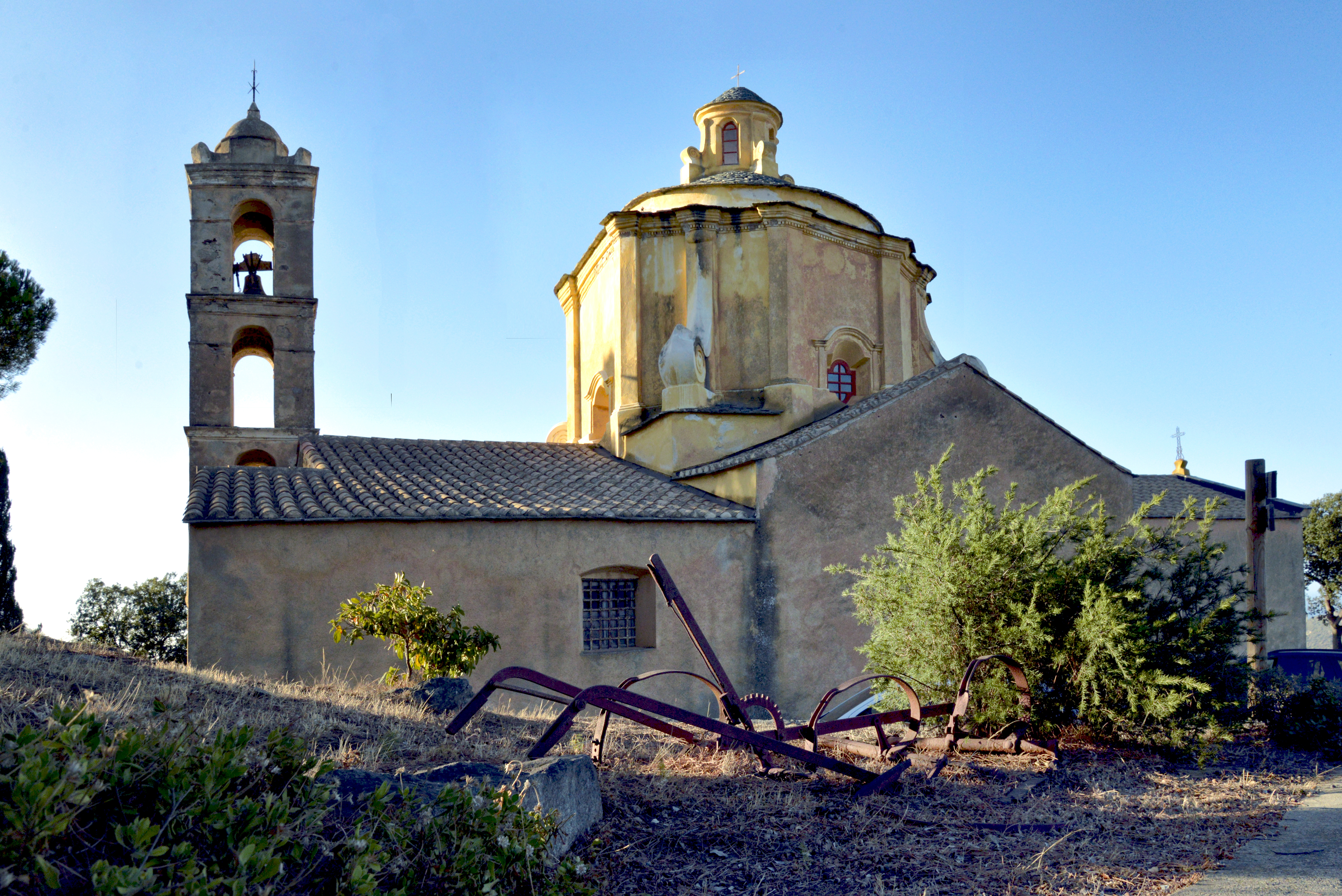
Saint-François-Xavier.
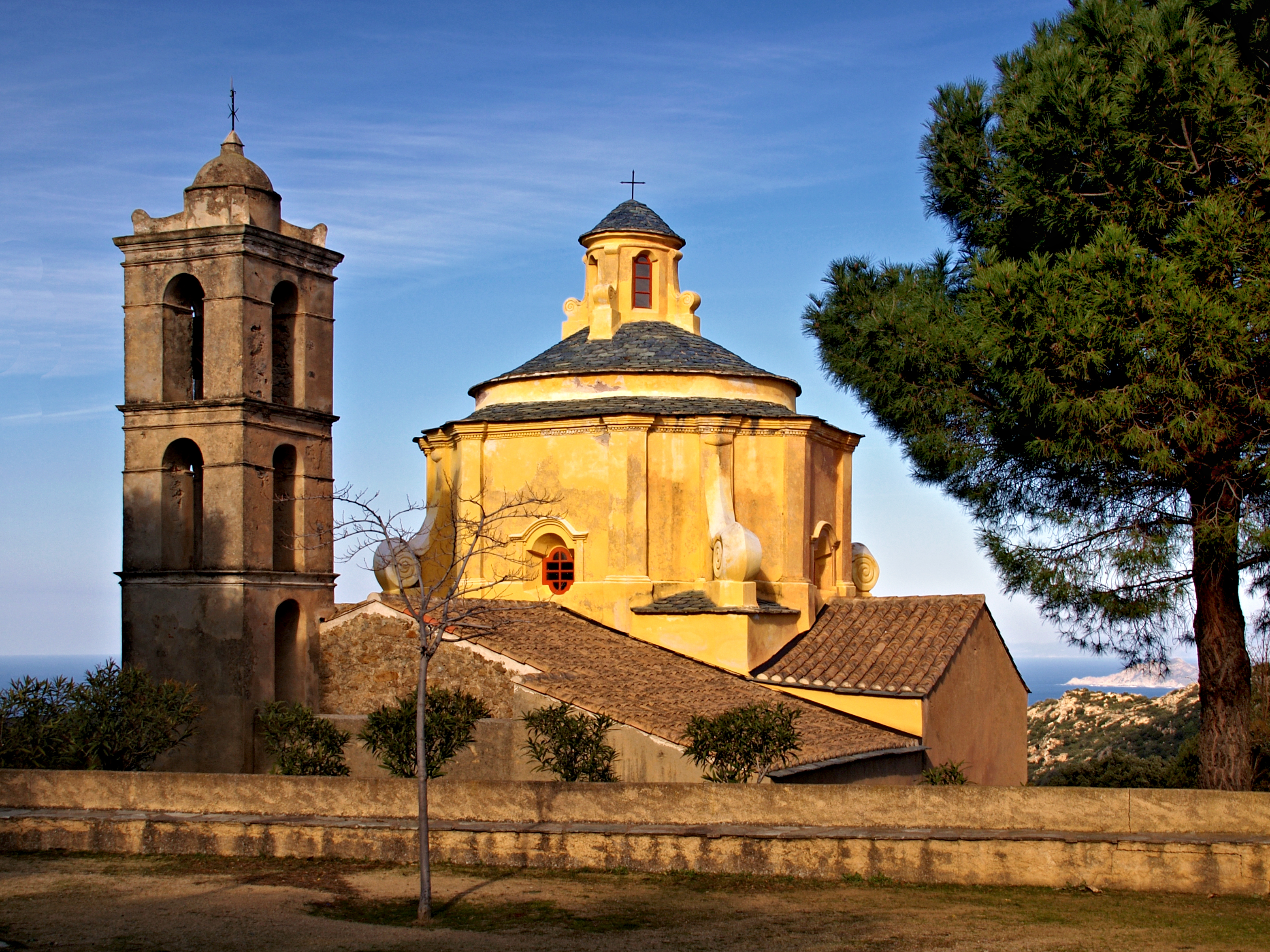
L'église San Francescu.
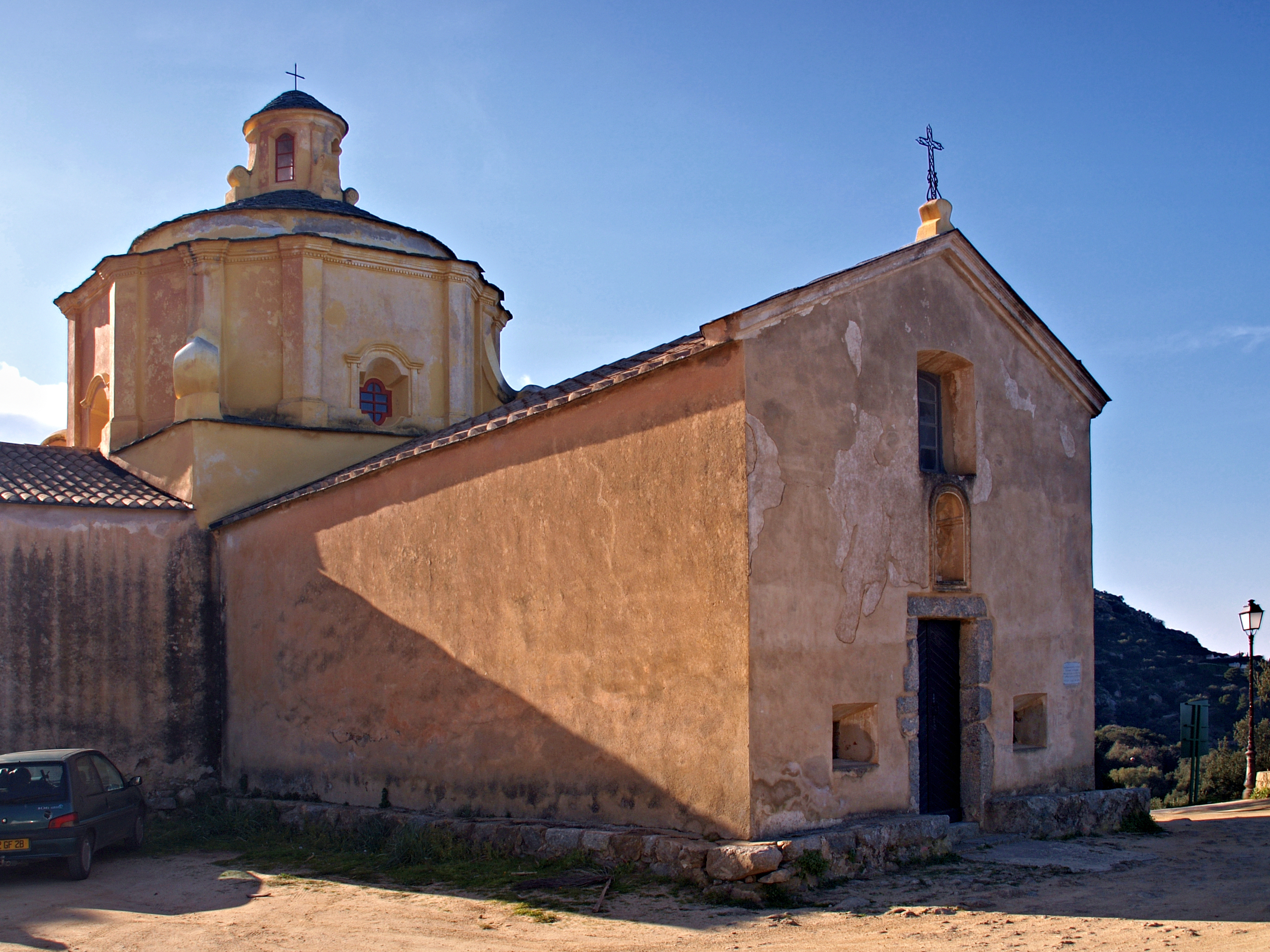
L'église San Francescu.
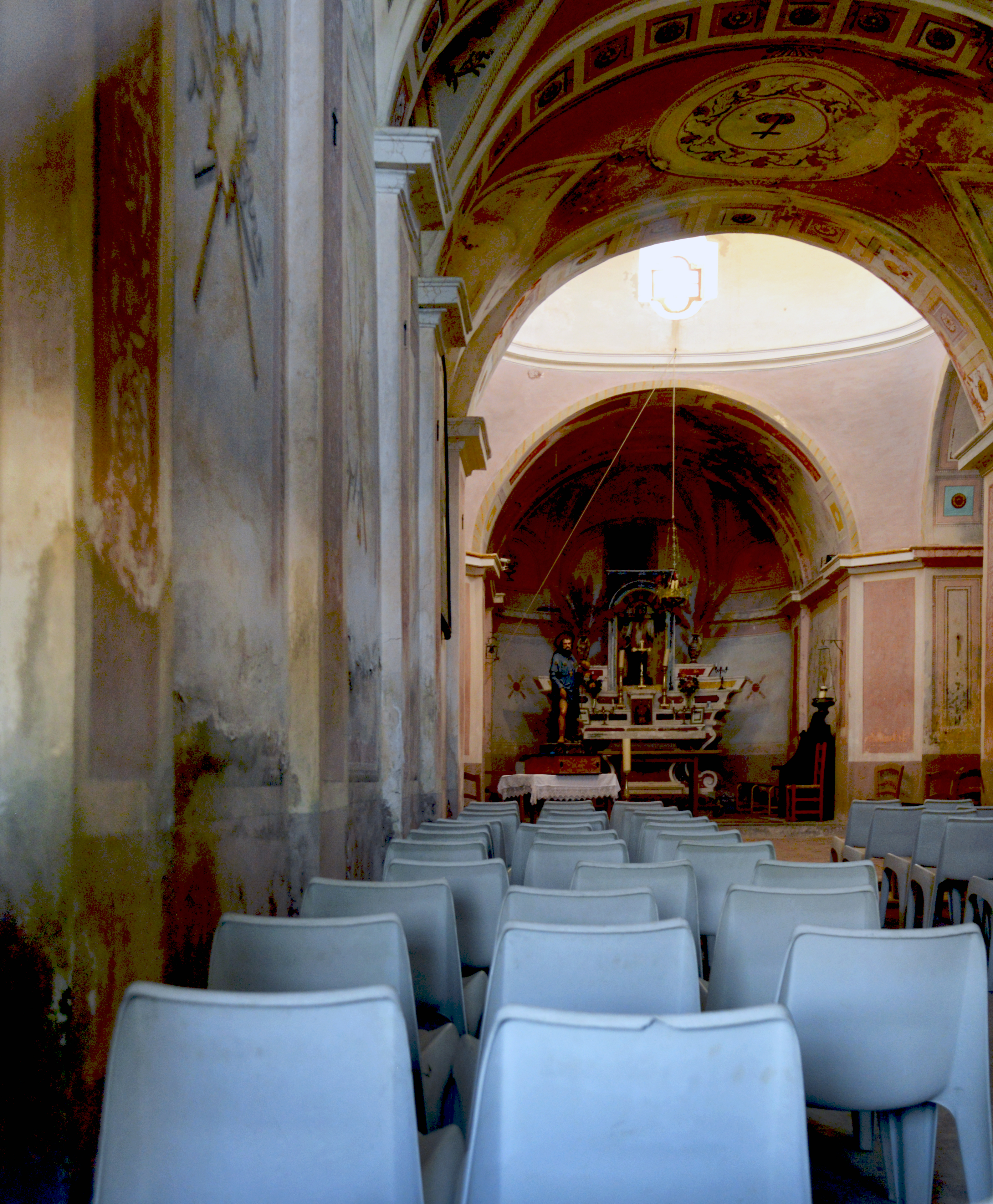
Intérieur de l'église Saint-François-Xavier.
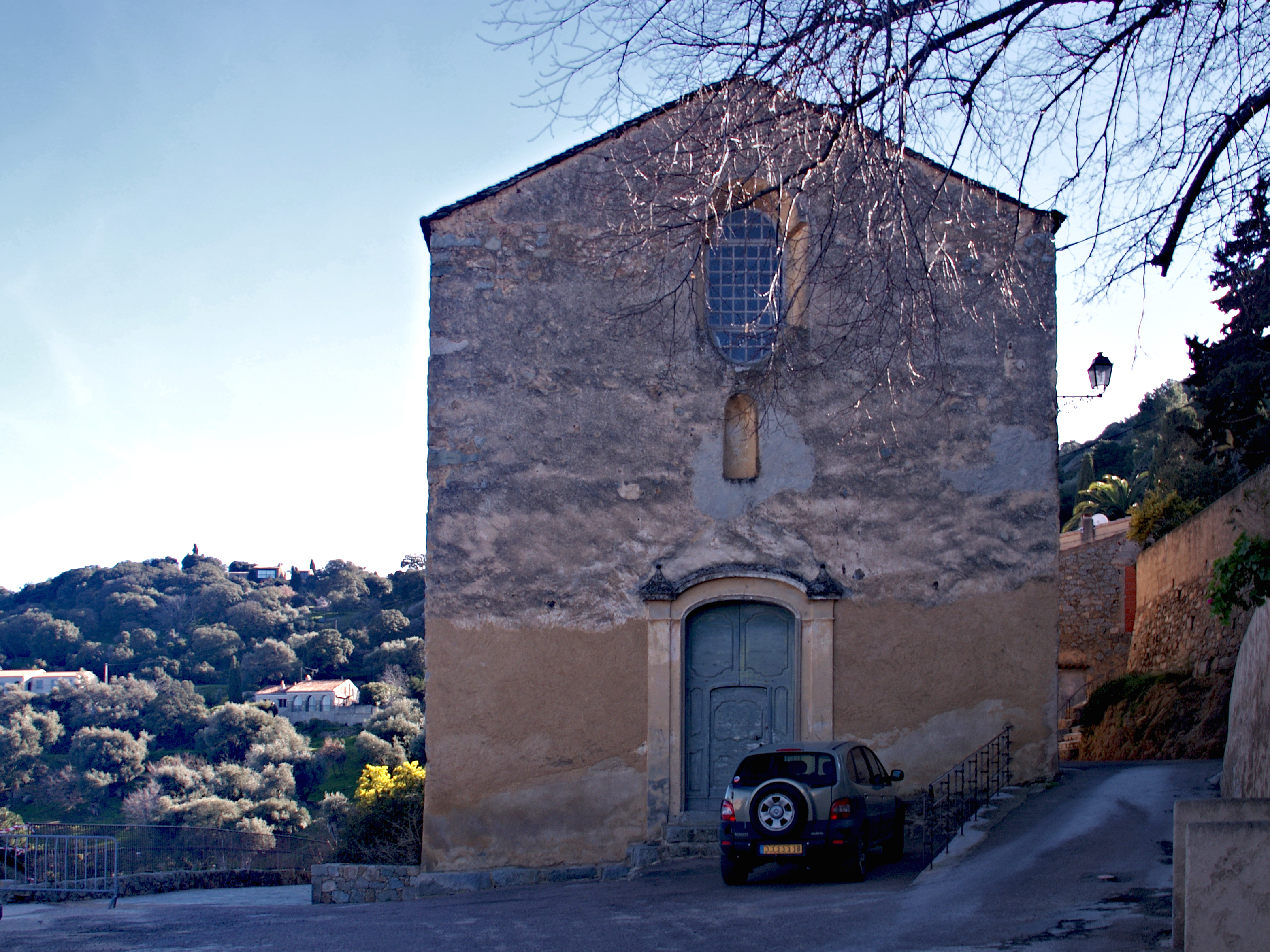
Confrérie Saint-Charles.

#### Ancienne église San Quilico
L'église San Quilico est implantée au cimetière communal, sur les hauteurs de la ville. On y accède de nos jours par une route étroite goudronnée.
Elle a été construite au XIe siècle. C'était un édifice de simple plan constitué d'une nef unique (13,70 m x 4 m) qui était à l'origine prolongé d'une abside semi-circulaire, orientée « vers Rome ». Elle a été maintes fois remaniée : la porte primitive a été condamnée ; le chevet à l'est est devenu la façade principale, l'arc triomphal restant bien visible du côté intérieur. Un bénitier se trouve en entrant à droite de la nouvelle entrée. L'appareillage est d'une facture soignée ; les murs sont constitués de blocs de pierre de granite taillés, laissant paraître par endroits le mortier qui les lie. Chaque façade est ornée d'une fenêtre meurtrière. Une porte se trouve sur la façade septentrionale, surmontée d'un tympan aveugle et d'un linteau monolithe comme au-dessus de la nouvelle porte d'entrée. Ses montants sont appareillés avec des blocs aussi importants que la moyenne.
Une arca se trouve à l'intérieur comme en témoigne la plaque de marbre sur laquelle est gravé « ANNO 1686 DEL MONTICELLO ».
Pillée et détruite par les Turcs en 1541, l'église sera reconstruite. En 1589 San Quilico, alors église paroissiale, est visitée par Mgr Mascardi (Giuseppe Mascardi da Sarzana, administrateur du diocèse d'Ajaccio).
À l'intérieur des ruines, se dresse une tombe de construction récente.

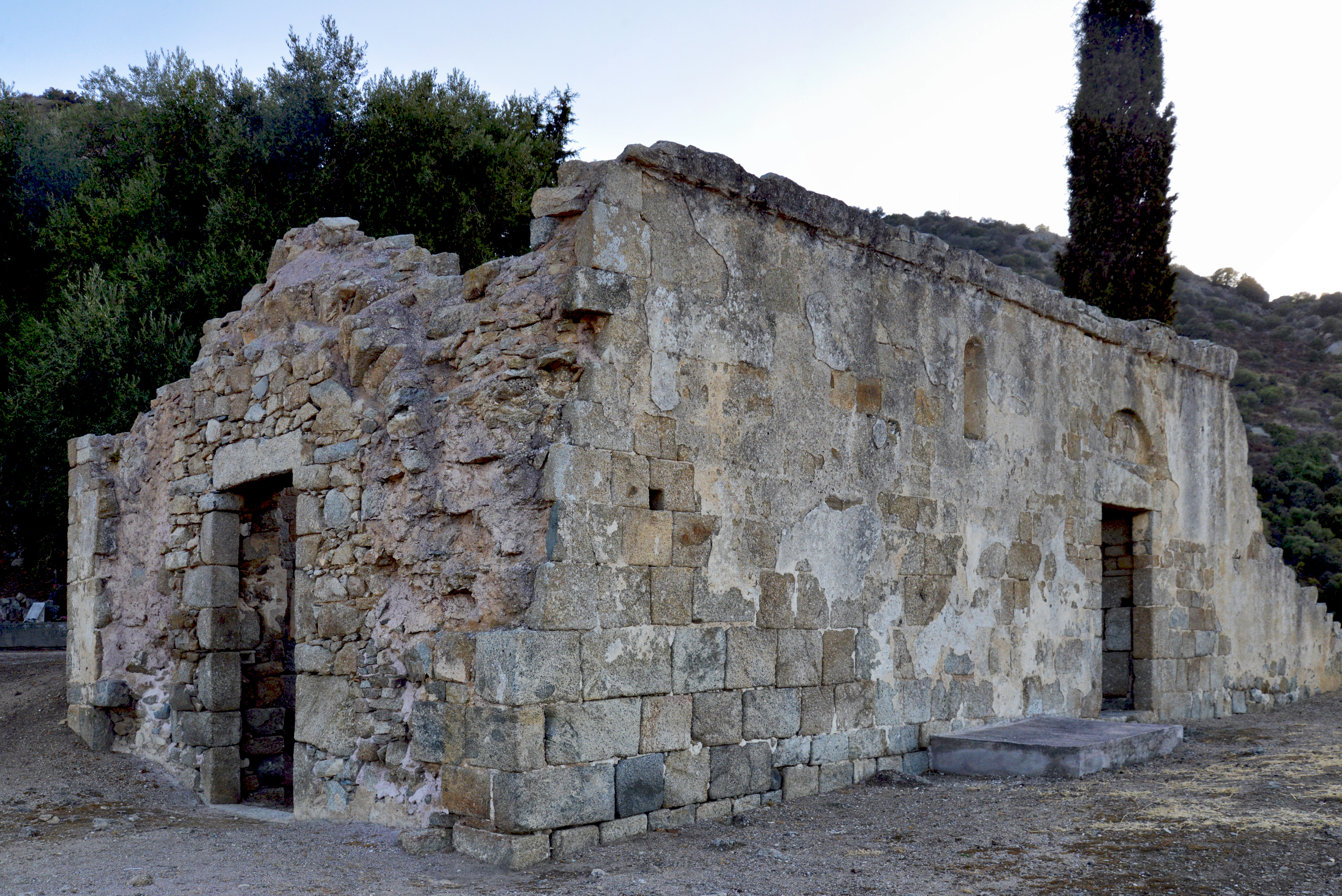
L'église San Quilico ruinée.
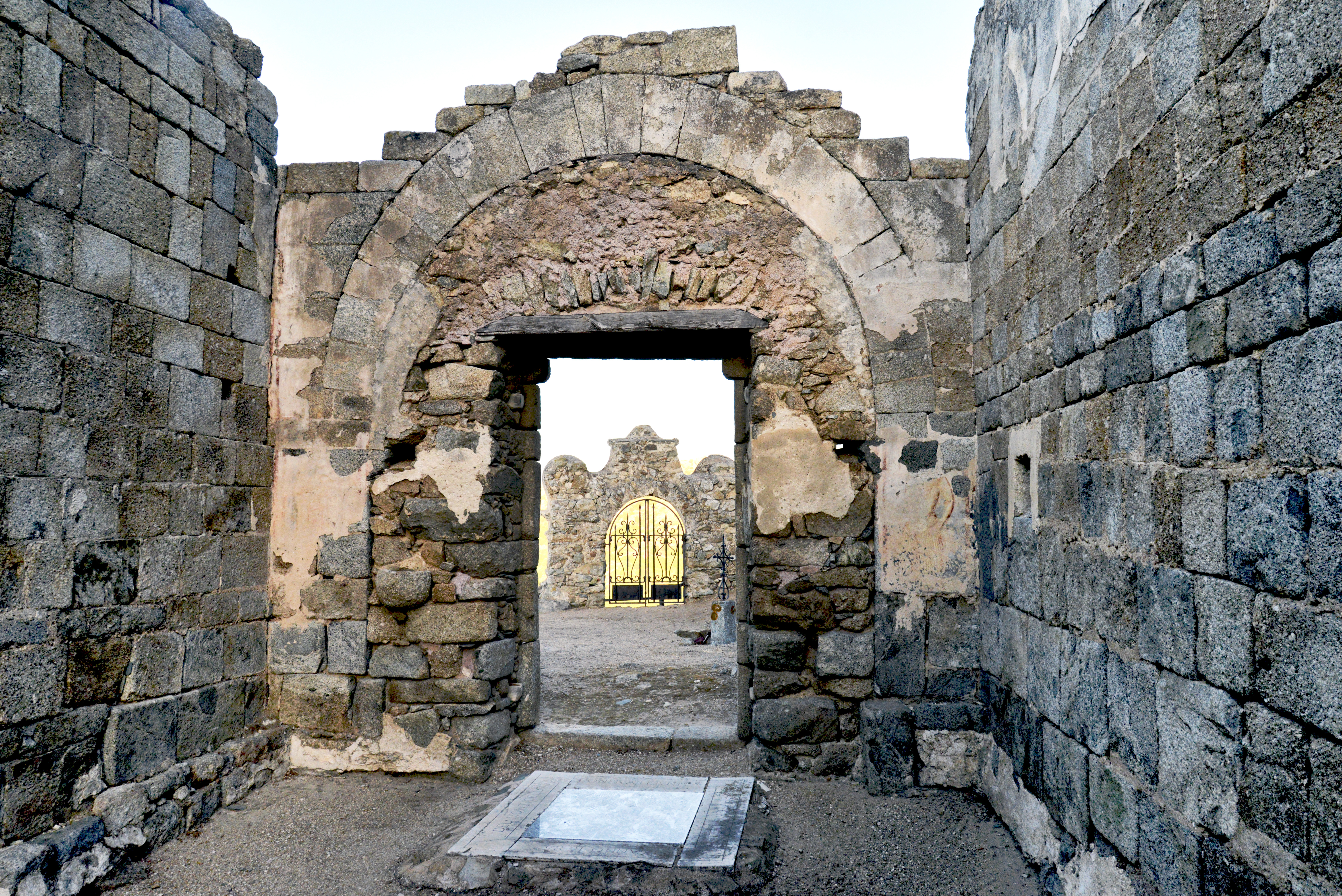
Intérieur de l'église San Quilico..
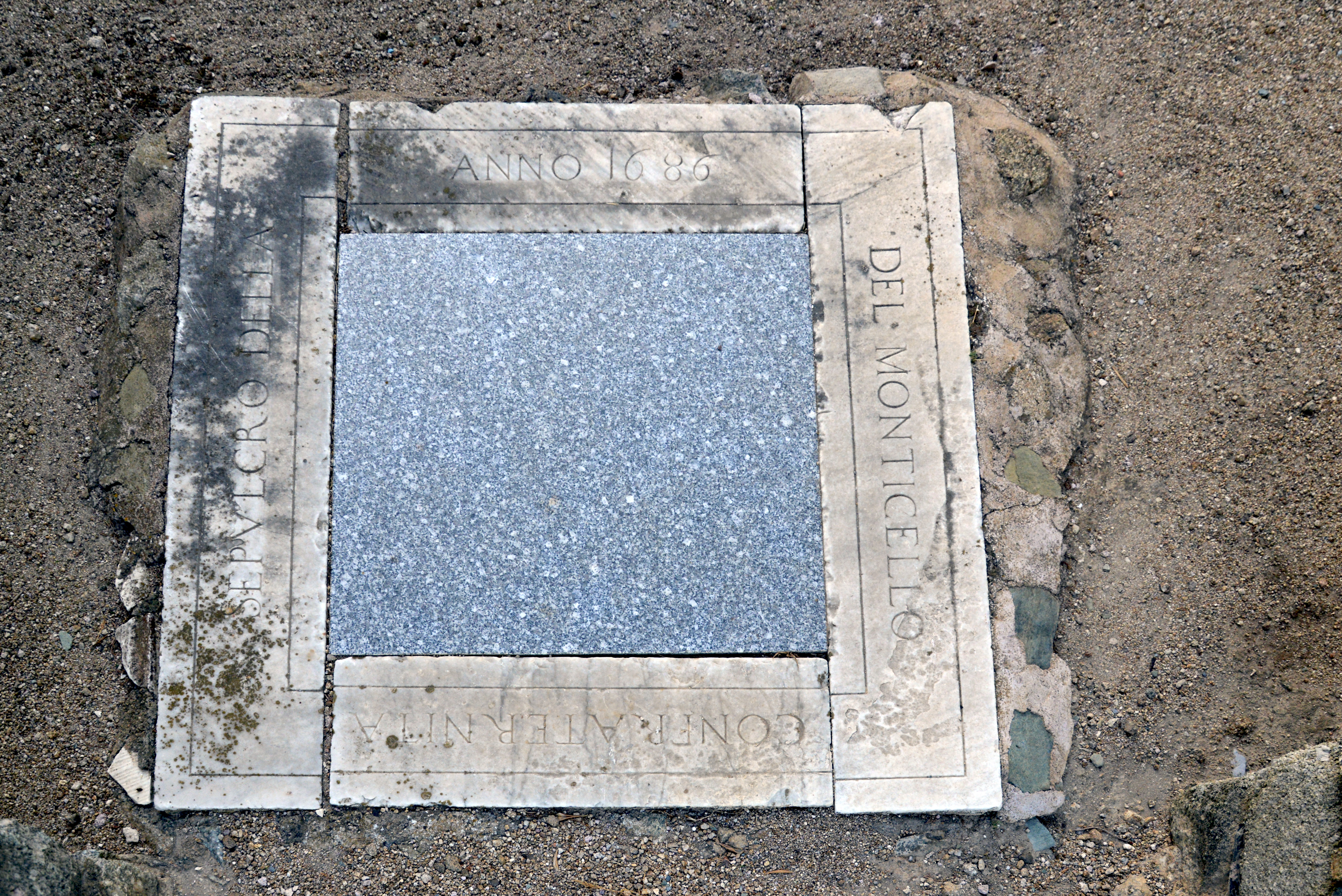
Plaque de marbre de l'arca.
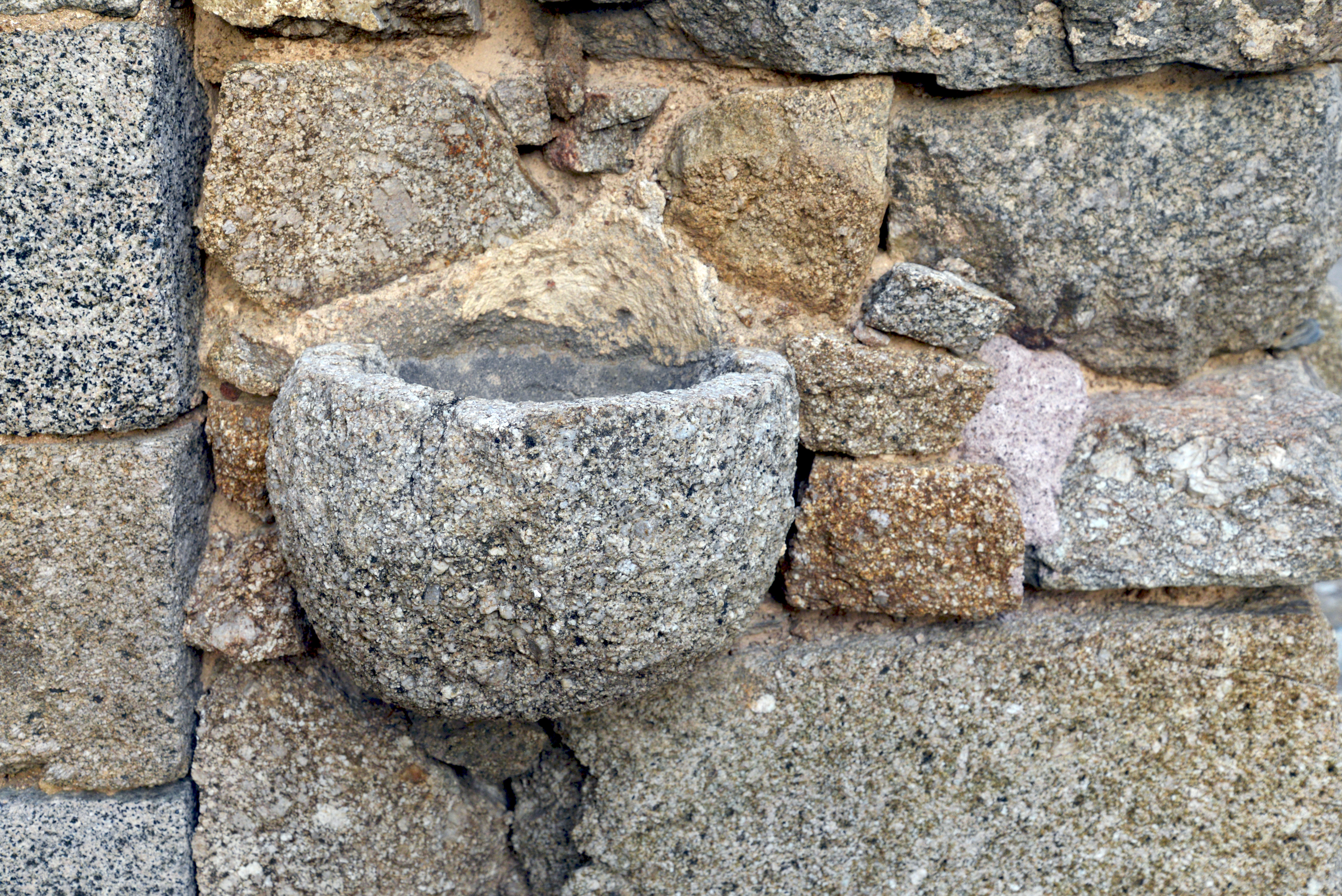
Bénitier de l'église San Quilico.

### Patrimoine naturel

#### ZNIEFF
La commune est concernée par deux zones naturelles d'intérêt écologique, faunistique et floristique de deuxième génération :
Oliveraies et boisements des collines de Balagne
La zone qui couvre une superficie totale de 1 959 ha, est divisée en plusieurs unités réparties dans les principales vallées de la Balagne (vallée du Fiume Seccu au sud, bassin d'Aregno à l'ouest et Vallée du Regino au nord et à l'est. Les différentes unités représentent les vestiges de l'ancien paysage arboré qui recouvrait la Balagne : anciennes oliveraies, chênaies pubescentes, bosquets ou des taillis de chênes verts, quelques châtaigneraies, et une remarquable suberaie en amont du barrage de Codole.
Vallée du Regino
Monticello fait partie des dix communes concernées par la zone, qui est située au creux de la vallée du Regino et suit le cours d'eau. Elle couvre une superficie de 4 229 ha. La ZNIEFF englobe la ZPS mise en place pour le suivi et la protection du Milan royal, ainsi que la ZSC FR9402011 Les anciennes mines de Lozari mise en place pour la conservation des chiroptères.

#### Arbre remarquable
L'olivier de Monticello, situé près de la mairie, est labellisé Arbre remarquable de France en 2015.

### Personnalités liées à la commune
- Simone Morazzani, colonel au service du grand-duc de Toscane, fondateur du « palazzo », et son fils Pompilio, capitaine de la garde pontificale[31].
- Pascal Paoli se rendit à plusieurs reprises à Monticello où résidait son neveu Leonetti, marié à Felicina de Fabiani, « nièce préférée » du grand homme suivant ses propres écrits. La postérité de famille de Paoli a subsisté dans le  palazzo  construit par le colonel Morazzani, qui devint une  maison Fabiani , avant de s'honorer de la présence d'un rejeton de l'illustre famille Pietri de Sartène et de sa descendance Malaspina jusqu'à nos jours.
- Antoine-Jean Pietri, dit « Jean de Balagne » (1788-1856), avocat, homme politique (conseiller général, maire de Monticello puis de l'Île-Rousse), époux de l'unique fille survivante du couple Leonetti-Fabiani.
- Vittoria Pietri-Leonetti-Fabiani, épouse Malaspina, dite « la Lucrèce corse », née en 1812 à Monticello, assassinée en 1849 à Monticello, fille d'Antoine-Jean « de Balagne » Pietri et de Dyonisia Leonetti[Note 5],[32].
- Marie Mattei, dite la comtesse Mattei, née au Palazzo, amante de Théophile Gautier avec lequel elle entretint une correspondance (publiée avec une belle introduction).

Personnalités implantées à Monticello
- Le couple Françoise Hardy et Jacques Dutronc possède une maison sur les hauteurs de la commune depuis 1967. Les cendres de Françoise Hardy reposent dans le cimetière communal à sa mort survenue en 2024.
- Michel Mallory, chanteur et parolier de Johnny Hallyday, est né au village.
- Les cendres de Michel Rocard reposent dans le cimetière communal[33].